# Jacopo Alighieri
Jacopo di Durante degli Alighieri (Firenze, tra il 1286 e il 1289 circa – Firenze?, 1348) era il figlio di Dante Alighieri e viene ricordato per essere stato uno dei primi commentatori della Commedia.

## Biografia
Figlio di Dante Alighieri e di Gemma Donati, Jacopo nacque a Firenze e seguì il padre in esilio. Finora si riteneva che Jacopo avesse raggiunto Dante solamente dopo il 1315, invece nel 2024 è stato scoperto il suo nome in pergamene del 1306, insieme a nomi che risalgono alla cerchia dell'Esule e che comproverebbero il passaggio di Dante e del figlio  sui monti Sibillini nelle Marche (nella città di Fermo avrebbero anche dei parenti nella famiglia Elisei), precisamente nella zona del Fiastra, fulcro di Cistercensi (che lì eressero la nota abbazia di Chiaravalle di Fiastra) e Francescani Spirituali, il che avvalorerebbe la tesi della maggiore vicinanza di Dante al filone mistico francescano (erede, grazie a san Bonaventura, di quello di san Bernardo di Chiaravalle), e la sua posizione critica verso quello aristotelico tomistico domenicano.
Con tutta probabilità lui e il fratello Pietro si recarono a Verona da Cangrande della Scala e successivamente a Ravenna, dove rimase fino al 1322, ancora protetto dai Da Polenta mecenati del padre, morto l'anno precedente. Infatti in quell'anno Jacopo mandò una Divisione della Commedia a Guido da Polenta signore della città. Rientrò nel 1325 a Firenze dove il 9 ottobre 1326 ottenne gli ordini minori che gli resero possibile ottenere un canonicato a Verona. In patria si impegnò a sistemare la situazione economica familiare, riuscendo nel 1343 a riottenere i beni paterni confiscati. Negli ultimi anni da segnalare una tormentata relazione con Jacopa di Biliotto degli Alfani, dalla quale ebbe una figlia di nome Alighiera e un figlio di nome Alighiero. Morì probabilmente a Firenze durante la peste nera del 1348.

## Opere
- Il Dottrinale è formato da 60 capitoli in settenari rimati due a due, in strofe di 6 versi; ciascun capitolo è composto di 10 strofe. Tratta di astronomia e di astrologia, della fede e delle virtù della Chiesa e dell'Impero, dell'amore e dell'odio, della famiglia, delle bellezze umane, del libero arbitrio. Prende ispirazione dagli autori antichi imitando a volte Dante, ma con presenza di alcune inflessioni locali tipiche della valle del Fiastra, indizio della sua permanenza a Fermo, attestata dalle pergamene scoperte nel 2024[3][4][10][11]. Il lavoro è diviso in due sezioni: prima l'ordine fisico e poi quello morale[1][13].
- Chiose all'Inferno di Dante[14], in volgare (ed è il primo in assoluto, composto l'anno successivo alla morte del padre[1]), più un Capitolo in terza rima a esposizione e riassunto dell'argomento della Commedia. Il Commento accompagnò la prima copia della Commedia, destinata a Guido da Polenta. A lui Iacopo si rivolge così: O voi, che s(i)ete del verace lume ...[15].